# Дюков Бор
Дюков Бор — опустевший посёлок в Суздальском районе Владимирской области России, входит в состав Селецкого сельского поселения.

## География
Посёлок расположен в 37 км на северо-восток от райцентра города Суздаль.

## История
После Великой Отечественной войны посёлок входил в состав Торчинского сельсовета Суздальского района, с 2005 года — в составе Селецкого сельского поселения.

## Население
| 2002 | 2010 | 2021 |
| ---- | ---- | ---- |
| 0    | →0   | →0   |